# Teatro San Cassiano
Le Teatro San Cassiano (ou Teatro di San Cassiano et autres variantes) à Venise fut le premier théâtre d'opéra public au monde. Il a été inauguré en 1637. La première mention de sa construction date de 1581. Le nom du théâtre fait écho à celui de la paroisse de San Cassiano, dans le quartier (sestiere) de Santa Croce proche du Rialto. Le théâtre était la propriété de la famille vénitienne Tron. La dénomination publique de l'opéra est expliquée par le fait qu'il a été le premier à ouvrir ses portes à un public payant. Avant cela, les théâtres publics (commerciaux) ne représentaient que des performances théâtrales (des "commedie"), alors que l'opéra demeurait un spectacle privé, réservé à l'aristocratie et à la cour. Le Teatro San Cassiano a donc été le premier théâtre public à mettre en scène l'opéra, ouvrant le genre à un public plus large. 
En 2019, un nouveau projet voit le jour. Conçu par l'entrepreneur et musicologue anglais Paul Atkin, le projet de reconstruction du Teatro San Cassiano de 1637 à Venise s'attache, à partir de recherches académiques et d'artisanat traditionnel, à restituer le théâtre avec sa machinerie de scène d'époque et ses scènes mobiles. Ainsi, le théâtre San Cassiano sera un point de référence international pour la recherche, l'expérimentation exploratoire, et l'interprétation historiquement informée d'opéras baroques selon des critères philologiques. 

## LeXVIesiècle
La première information reliant l'existence du théâtre à son lieu date de 1581. Le théâtre de la famille Tron pour les "commedie" est à la fois référencé dans une lettre envoyée par Ettore Tron au Duc Alphonse II d'Este le 4 janvier 1580 more veneto (i.e., 1581), et dans l'ouvrage de Francesco Sansovino intitulé Venetia città nobilissima et singolare. Dans cet ouvrage, deux théâtres de la paroisse de San Cassiano sont mentionnés. Selon certains historiens et en s'appuyant sur la forme rectangulaire du terrain sur lequel il était construit, le théâtre de la famille Tron semblait avoir une "forme d'œuf" tandis que celui de la famille Michiel avait une forme en rotonde. Au sein des lettres citées, Tron évoque des « dépenses de grande importance pour la représentation de comédies ». Il insiste également sur le succès de son entreprise théâtrale: 
« Si ha scosso per capara di molti Palchi, circa Ducati mille »
— Ettore Tron au Duc Alfonso II d'Este, le 4 janvier 1580, more veneto, Transcrit I Teatri del Veneto cit., Tome 1, p. 126

« Nous avons encaissé des dépôts sur de nombreuses loges, environ 1000 ducats. »
— Transcrit I Teatri del Veneto cit., Tome 1, p. 126
En plus de suggérer que le théâtre était bien reçu, ce passage confirme que les loges de théâtre, qui constitueront plus tard l'un des points clés des éléments architecturaux du théâtre à l'italienne, étaient déjà présentes dans cette première réalisation du théâtre. Une confirmation de cet aspect provient d'une lettre de Paolo Mori (agent du duc de Mantoue) du 7 octobre 1581, depuis Venise, dans laquelle il cite les « loges de ces deux lieux spécialement aménagées »,. De plus, dans l'ouvrage d'Antonio Persio intitulé Trattato de' Portamenti (1607), au sein d'un passage relatif aux années avant 1593 et faisant très probablement référence au théâtre Tron ou au théâtre Michiel, l'auteur indique que les nobles "avaient loués quasiment toutes les loges",.  
En considérant la date du construction du théâtre Tron et la présence d'un certain nombre de loges en son sein (une donnée innovante d'un point de vue architecturo-théâtral et commercial), il a été noté en 1580 un changement radical dans le langage du Conseil des Dix par rapport à la construction des théâtres. En effet, pour la première fois, une formule a été employée afin d'évoquer les préoccupations liées à la solidité de la structure de ces théâtres, se devant d'être "forts et sécurisés, de façon à ce qu'aucun effondrement ne puisse se passer". Il semblerait alors que la nouveauté d'introduire des loges comme élément clé de la structure d'un édifice théâtral a fait survenir des préoccupations liées à la sécurité au sein du Conseil des Dix. Cela expliquerait pourquoi le Conseil a mandaté des experts afin de vérifier la solidité du bâtiment en amont afin d'éliminer tout effondrement ou accident potentiel.  
Le théâtre Tron (ainsi que le théâtre situé à proximité et proche du Grand Canal, propriété de la famille Michiel) fut ensuite fermé en 1585 par la volonté du Conseil des Dix et vidé de tous les éléments en bois ayant un rapport à la nature théâtrale du lieu; le théâtre Tron (c'est-à-dire le Teatro San Cassiano) fut probablement rouvert après 1607,.

## LeXVIIesiècle

### La construction du théâtre en 1637: naissance du premier opéra public au monde

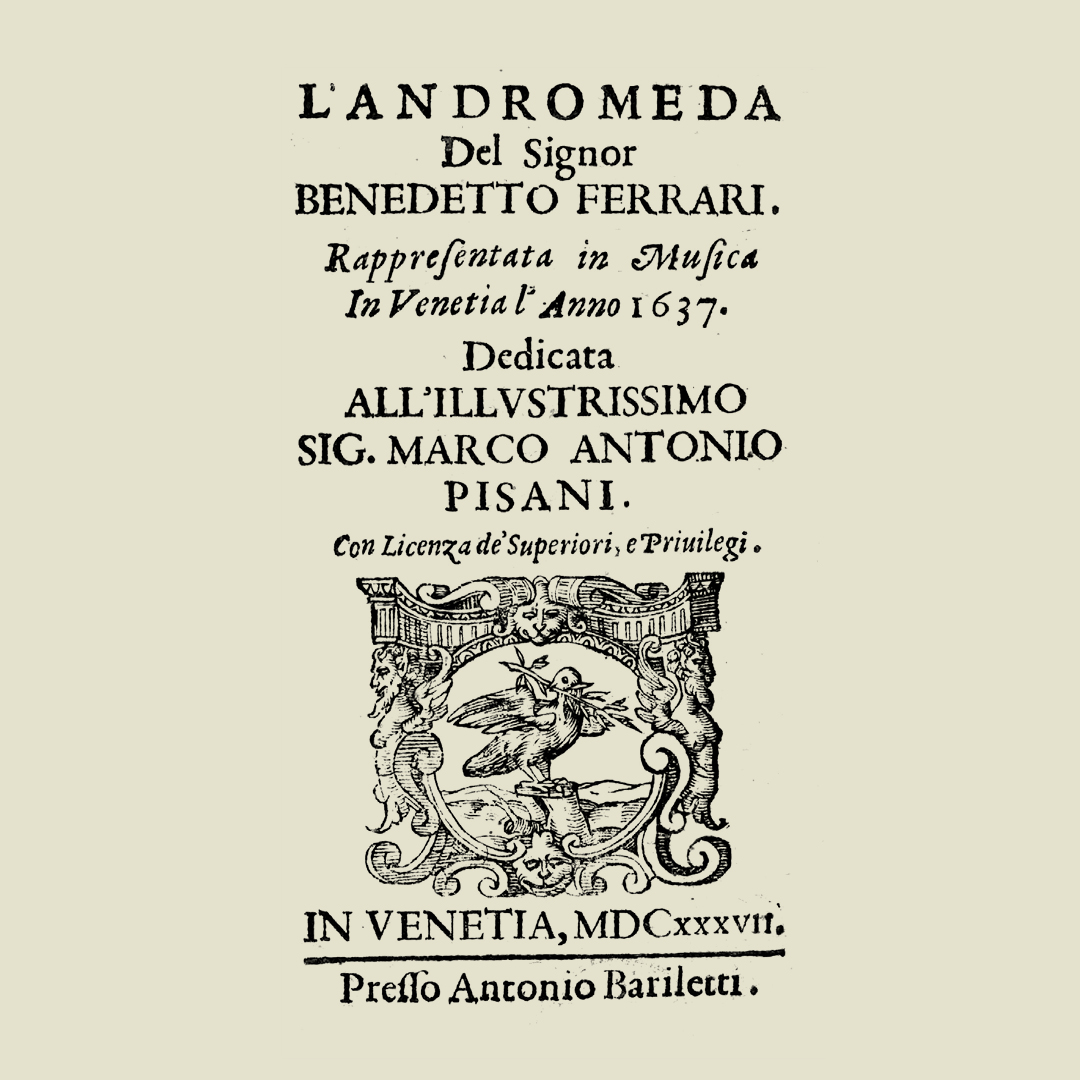
Reproduction de la page de titre du livret de L'Andromède (1637)

Des documents d'archive réfèrent avec continuité l'utilisation du Teatro San Cassiano pour des spectacles théâtraux dans les années 1610. En 1629 et 1633, deux incendies ont détruit le théâtre. Aucun document d'archive connu à ce jour ne mentionne le théâtre dans les années 1634-1635.
En 1636, les frères Tron (Ettore et Francesco, de la branche de la famille de San Benetto) auraient communiqué leur intention d'ouvrir un "Théâtre de musique", ce qui clarifie d'emblée la fonction de théâtre d'opéra. Cela marque également un tournant important dans l'histoire de l'opéra, un théâtre est spécialement construit pour la musique. 

Cet aspect est révélé dans un document daté du 2 mai 1636, qui aurait été découvert par Remo Giazotto à la fin des années 1960 mais qui n'est plus traçable depuis au moins le milieu des années 1970,,:  

« En référence aux informations données à ces illustres magistrats par les nobles Tron de San Benetto concernant l'intention d'ouvrir un théâtre pour la musique, pratiquée en plusieurs endroits pour le plus grand plaisir d'un public distingué [...] »

 Aucune image du théâtre de 1637 n'existe. De ce que nous savons, le Teatro San Cassiano a été inauguré en 1637 avec la représentation de L'Andromeda de Francesco Manelli (musique) et Benedetto Ferrari (livret). La dédicace, datée du 6 mai 1637, spécifie que l'opéra "a été recréé sur scène deux mois auparavant".
Ce fut un événement historique d'une portée incalculable, tout comme celle du mécanisme commercial basé sur l'achat d'un billet d'entrée par chaque spectateur; un mécanisme destiné à une diffusion mondiale mais qui a été introduit ici, pour la première fois dans le contexte d'un opéra public. Le Teatro San Cassiano constitue en effet le premier prototype de ce qu'on appelle le théâtre à l'italienne, destiné à connaître une immense popularité dans les siècles suivants. 

#### La structure du théâtre de 1637

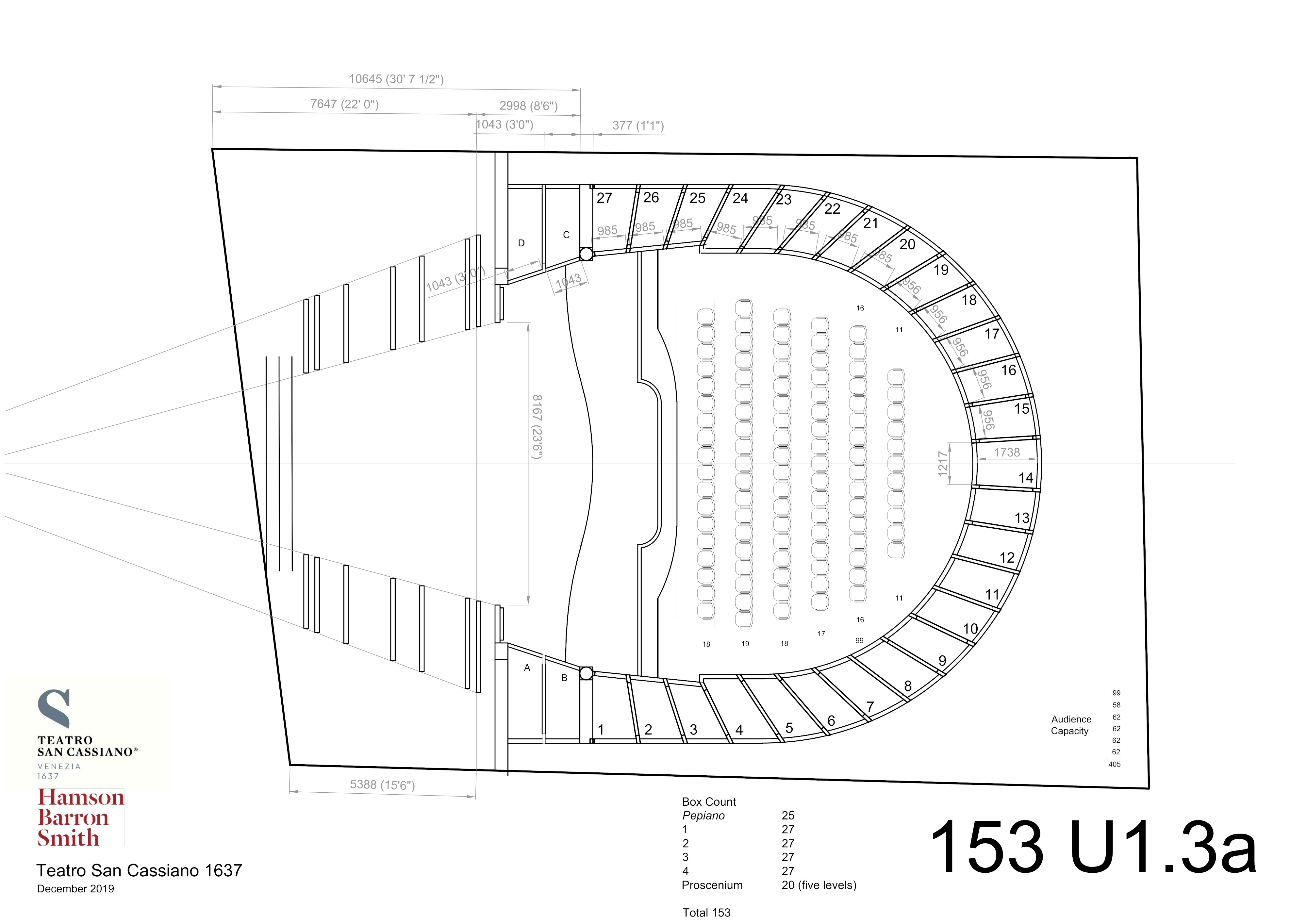
Teatro San Cassiano (1637): réinvention du plan architectural

En absence d'images relatives à cette phase de l'histoire du Teatro San Cassiano, nous pouvons nous référer à un document stipulé par le notaire Alessandro Pariglia, daté du 12 février 1657 more veneto. Ce dernier offre un aperçu significatif de la structure interne du théâtre. Le notaire indique que, avant cette date, le théâtre disposait de 153 loges, mais qu'ils n'en restaient seulement 102 à son époque, et aucune raison n'est avancée pour savoir s'il fait référence au nombre de loges utilisées ou bien au nombre total. Le nombre de 153 loges a été indiqué plus tard par le Français Jacques Chassebras de Cramailles en 1683, qui a écrit dans le Mercure de France: "Le Théâtre de S. Cassian est […] à cinq rangs de Pales, et 31. à chaque rang". Compte tenu des caractéristiques des théâtres vénitiens du XVIIe siècle, il est logique de conclure que le nombre total de 153 loges est composé de quatre étages de 31 loges chacun, plus un "rez-de-chaussée" dénommé "pepiano" disposant lui de 29 loges avec deux entrées latérales à la "platea" (stalles d'orchestre). Ce nombre correspond avec précision à celui enregistré, des décennies plus tard, par l'architecte vénitien Francesco Bognolo, lorsqu'il effectua un recensement de tous les théâtres vénitiens (ainsi qu'un à Padoue) avant le 7 juin 1765. Dans la liste de mesures relatives à ce que Bognolo désigne comme le Teatro San Cassiano “ancien” (datant de 1696 ou remontant peut être même à 1670), l'architecte mentionne “Loges au total no 31 par rang” exactement comme l'a rapporté Chassebras. Ce total de 153 loges parcourt donc l'histoire du théâtre depuis au moins les années 1650 jusqu'au milieu du XVIIIe siècle. Étant donné que le premier témoignage existant remonte à février 1657 more veneto (i.e., février 1658), prenant en compte le fait qu'il n'y a pas eu de rénovations à notre connaissance entre l'inauguration de 1637 et 1658 et que le terrain sur lequel était construit le théâtre n'a pas subi du modifications entre 1637 jusqu'aux années 1760 (dont les mesures étaient environ de 27 mètres par 18,5 mètres), il est raisonnable de conclure que dès les débuts du théâtre de 1637, on comptait 153 loges sur cinq niveaux (rez-de-chaussée / pepiano, premier, deuxième, troisième et quatrième "ordini"). 
Pour appuyer cela, nous pouvons citer d'autres exemples contemporains même s'ils se présentent dans des contextes assez différents. Le théâtre temporaire construit pour la production de L'Ermiona (Padoue, 1636) ainsi que le théâtre dans la grande salle du Palazzo del Podestà (Bologne, 1639) présentaient tous les deux un total de cinq niveaux: de loggias, le premier, et de cinq ordres de loges, le second. La structure de cinq étages superposés est donc attestée dans ces années au-delà de la ville de Venise et constitue un type de théâtre conforme à ce que l'on connaît à ce jour du Teatro San Cassiano de 1637. 

#### Vie artistique
Article principal (en anglais): Operas performed at the Teatro San Cassiano (en)
En ce qui concerne la vie artistique du théâtre, après la représentation de La maga fulminata (1638) de Francesco Manelli et Benedetto Ferrari, Francesco Cavalli devient le protagoniste principal du théâtre à partir de 1639. Cavalli est devenu l'un des compositeurs d'opéra les plus étudiés et les plus importants du XVIIe siècle: "les opéras de Cavalli [...] sont non seulement importants sur le plan qualitatif mais aussi parce qu'ils demeurent les rares opéras dont on a conservé une documentation suffisante. En effet, il est important de souligner que durant les 25 premières années de production d'opéra vénitien, par rapport à la centaine de livrets imprimés subsistants, il ne reste aujourd'hui qu'une trentaine de partitions, toutes manuscrites, dont les deux tiers sont de Cavalli". Son opéra Le nozze di Teti e di Peleo (1639) est le premier opéra, écrit pour le Teatro San Cassiano, dont soit le livret, soit la musique nous sont parvenus. Il fut suivi des opéras suivants: Gli amori d'Apollo e di Dafne (1640), La Didone (1641), La virtù de' strali d'Amore (1642), L'Egisto (1643), L'Ormindo (1644), La Doriclea et Il Titone (1645), Giasone (1649), L'Orimonte (1650), Antioco (1658), et Elena (1659). Parmi les autres compositeurs importants et actifs au Teatro San Cassiano au cours du XVIIe siècle, nous pouvons citer Pietro Andrea Ziani, Marc'Antonio Ziani, Antonio Gianettini et Tomaso Albinoni. C'est précisément un opéra de Gianettini, L'ingresso alla gioventù di Claudio Nerone (Modène, 1692), qui est devenu la première coproduction du projet de reconstruction du Teatro San Cassiano, lorsqu'il a été mis en scène pour la première fois à l'époque moderne en septembre 2018, dans le théâtre du château de Český Krumlov, dirigé par Ondřej Macek.

## LeXVIIIesiècle

### Bâtiment et vie artistique
Il n'existe aucune preuve de travaux liés à la structure du théâtre durant la première moitié du XVIIIe siècle. 
D'autre part, la production d'opéra s'est poursuivie avec une certaine constance au moins jusqu'au milieu du siècle, et ce notamment grâce à la longue collaboration avec Tomaso Albinoni; d'autres compositeurs renommés ont également mis en scène leurs opéras au Teatro San Cassiano à cette époque. Nous pouvons citer Antonio Pollarolo, Francesco Gasparini, Carlo Francesco Pollarolo, Antonio Lotti, Gaetano Latilla ou encore Baldassare Galuppi.

### Les relevés de Bognolo et le théâtre de 1763

Teatro San Cassiano 'nouveau' (1763): Francesco Bognolo, plan non réalisé

Comme indiqué précédemment, avant 1765, Francesco Bognolo — l'architecte chargé de la conception du "nouveau" Teatro San Cassiano — prenait les mesures de "tous les théâtres de Venise, ainsi que celui de Padoue". Parmi ces mesures figurent celles précises et relatives à "l'ancien" Teatro San Cassiano. Ce théâtre se caractérisait par des dimensions réduites: l'avant-scène, par exemple, était un peu plus large que 8 mètres, tandis que la scène avait une profondeur moyenne de 6,5 mètres. Les loges étaient de taille extrêmement réduites, du moins par rapport à celles du XIXe siècle auxquelles nous sommes habitués aujourd'hui. Leur largeur variait d'environ 95 à 120 centimètres dans le "pergoletto di mezzo" (loge centrale). La hauteur connue des loges du "primo ordine" (deuxième étage) était légèrement inférieure à 2,10 mètres, tandis que celles du "terzo ordine" (quatrième étage) mesuraient un peu plus de 1,80 mètre. Quant au "nouveau" Teatro San Cassiano, inauguré avec La morte di Dimone (1763), sur une musique d'Antonio Tozzi et un livret de Johann Felix von Kurz et Giovanni Bertati, la principale différence se trouvait dans la scène la plus profonde avec l'extension de la longueur du théâtre en démolissant deux petites maisons qui, en référence à l'"ancien" Teatro San Cassiano, se situaient contre son mur d'extrémité à quelques mètres de la courbe extérieure des loges. Au sein du "nouveau" Teatro San Cassiano, la profondeur moyenne de la scène était légèrement inférieure à 9,5 mètres, soit environ 3 mètres de plus que son prédécesseur; les loges étaient également un peu plus larges que celles du Teatro San Cassiano de la fin du XVIIe siècle. Pour s'en convaincre, il suffit de comparer la largeur des loges de proscenium de l'"ancien" théâtre qui mesuraient 104 centimètres avec celles du "nouveau" théâtre, mesurant 139 centimètres.

### Dernières années et démolition
Si l'on considère le nouveau théâtre rouvert en 1763, il peut être surprenant de lire un peu plus d'une décennie plus tard, en 1776 (en se fiant à Giacomo Casanova), que le Teatro San Cassiano était devenu le lieu où "les femmes de la pègre et les jeunes hommes prostitués commettent dans les loges du cinquième niveau ces crimes que le gouvernement, en les tolérant, souhaite au moins ne pas être exposés à la vue des autres". Une description qui conduit à supposer un état précoce de dégradation et de déchéance. 
La dernière saison de théâtre connue est celle de l'année 1798, durant laquelle deux opéras ont été donnés: La sposa di stravagante temperamento (comme nous pouvons le lire dans le livret, "la musique est de M. Pietro Guglielmi, maître de chapelle Napolitaine. Le scenario sera entièrement inventé et réalisé par M. Luigi Facchinelli, de Vérone") et Gli umori contrari (musique de Sebastiano Nasolini, livret de Giovanni Bertati).
Le dernier mot devrait être laissé à l'ouvrage I Teatri del Veneto: "En 1805, les Français décidèrent de le fermer définitivement. L'ensemble du bâtiment a été démoli en 1812 afin de faire place à des maisons [...]. Aujourd'hui, la zone du Teatro San Cassiano est devenue le jardin Albrizzi". 

## Ré-imagination et projet de reconstruction
L'actuel projet de reconstruction du Teatro San Cassiano de 1637 à Venise a été imaginé, dirigé et financé par Paul Atkin, fondateur et PDG du Teatro San Cassiano Group Ltd. Sur la base d'un projet conçu pour la première fois en 1999, Paul Atkin a véritablement commencé les recherches sur la faisabilité de la reconstruction du théâtre original de 1637 à Venise en avril 2015. Cela a porté à l'incorporation du Teatro San Cassiano Group au début du mois de mai 2017 (proche de la date anniversaire du livret de L'Andromeda, dont la dédicace est datée du 6 mai 1637). Le lancement officiel du projet a eu lieu en juin 2019 par le biais d'un congrès international, une exposition et un concert de clôture à Venise: "Teatro San Cassiano: besoin, solution, opportunité". Le projet a reçu le soutien officiel de la commune de Venise. Le Teatro San Cassiano Group a annoncé qu'un site privilégié a été identifié et que des études technico-architecturales appropriées sont en cours. 

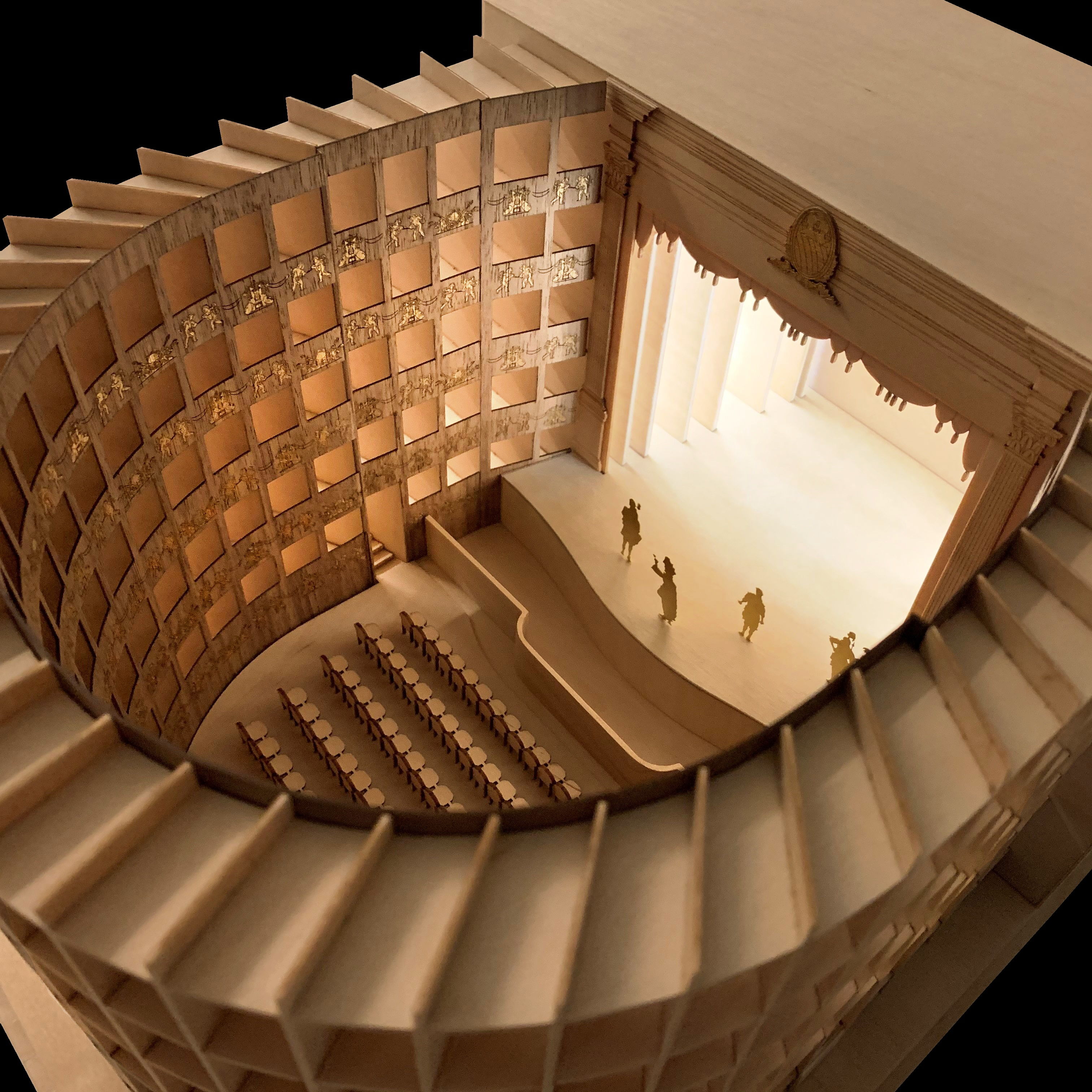
Teatro San Cassiano (1637): réinvention historiquement consciente, modèle en bois

En 2018, sur la base des différentes données d'archives présentées ci-dessus, Stefano Patuzzi (Directeur de la Recherche du Teatro San Cassiano Group Ltd) a réalisé un tableau récapitulatif (en pieds et pouces vénitiens, avec les conversions correspondantes en centimètres) des mesures du "vieux" et du "nouveau" Teatro San Cassiano. En utilisant ces données, Atkin et Patuzzi ont collaboré de manière étroite avec Jon Greenfield (travaillant alors au service de Hamson Barron Smith et architecte de la reconstruction du Sam Wanamaker Playhouse, Londres) afin de produire les premiers plans architecturaux historiquement informés pour le théâtre de 1637. Cela permis par la suite d'établir les critères précis pour les rendus 2D et 3D du théâtre, ainsi que pour les modèles en bois et les ré-imaginations CGI du théâtre original (encore une fois, pour la première fois dans l'histoire). Les données fournies par les mesures quantifiées de la parcelle de terrain sur le site d'origine, le nombre total de 153 loges, les mesures précises des loges et de la scène recueillies par Bognolo pour le "Teatro di S. Cassan vecchio" (datant de 1696 ou remontant peut-être même à 1670) sont compatibles les uns aux autres et confirment de plus la possibilité que, depuis 1637, la structure générale du théâtre était précisément de cinq étages avec un total de 153 loges, comme l'atteste l'acte notarié de 1657 more veneto.
De plus, ces solutions capitalisent sur les possibilités commerciales dictées par la taille de la parcelle d'origine: l'objectif clair d'un tel théâtre public étant de maximiser le nombre de loges (verticalement, en termes de nombres d'étages, horizontalement, en ce qui concerne la largeur et la profondeur des loges) avec également pour objectif ultime et par réalité financière la volonté d'optimiser le rendement commercial. Il était donc aussi évident en 1637 qu'il le serait aujourd'hui qu'il s'agissait de créer le plus de loges possibles afin de maximiser les revenus par le biais de la vente du plus grand nombre possible de billets d'entrée. 
Tout en se référant sérieusement à toutes les données et mesures d'archives, le projet (d'un point de vue méthodologique) vise avant tout une "ré-imagination" du Teatro San Cassiano de 1637, selon la même logique de préséance établie par les deux modèles londoniens, à savoir le Shakespeare's Globe et le théâtre Sam Wanamaker. Malgré le terme "ré-imagination", le projet n'entend en rien indiquer un processus d'invention arbitraire ou subjectif; au contraire, il est important de souligner que les sources d'archives et primaires, manifestement d'une importance fondamentale, laissent par leur nature même des lacunes d'interprétation à combler et pour lesquelles des solutions fondées sur des analogies et des similitudes sont nécessaires. Par exemple, en faisant référence à d'autres théâtres Vénitiens de la même période, avec les matériaux utilisés dans la même période, etc.Toute l'activité est réalisée par l'équipe de recherche en étroite collaboration avec les Consiglieri du Groupe, des spécialistes internationaux dans les différents secteurs de leurs compétences respectives.  
La "ré-imagination" constitue donc aussi un processus herméneutique basé sur un respect profond et total des sources, mais en gardant pleinement conscience du fait que le matériel historique offert par toutes les sources primaires relatives au Teatro San Cassiano ne peut pas fournir toutes les réponses à toutes les questions posées par la reconstruction de chaque partie du théâtre, des tissus, des décorations, des lumières, etc. 
Les phases de recherche, de "ré-imagination" et de reconstruction forment donc un ensemble en constante évolution qui se poursuivra, bien au-delà de la réouverture du théâtre, au sein de la pratique exécutive. Durant la phase de reconstruction, les recherches académiques seront combinées avec les savoir-faire artisanaux "historiques" disponibles afin de permettre au projet de respecter autant que possible tous les aspects de la reconstitution historique, tels que les techniques d'éclairage, l'utilisation du bois, des matériaux, et plus encore, caractéristiques des années 1630 à Venise. 
Une fois reconstruit, le Teatro San Cassiano aura pour but de devenir encore une fois un théâtre public et spécialisé dans la mise en scène des opéras des XVIIe et XVIIIe siècles. L'objectif est en outre de créer un centre de renommée mondiale dédié à l'exploration continue des différentes pratiques "historiquement informées" (à la fois dans la fosse d'orchestre et sur la scène) afin de revitaliser écologiquement et commercialement sa zone à Venise, pour fournir des emplois et de l'industrie (surtout pour les Vénitiens) et maintenir un dialogue continu avec la communauté locale par le biais de programmes éducatifs et de musicothérapie conçus pour tous les âges (de l'école primaire à l'université, puis à destination de l'ensemble de la population). Le théâtre offrira également un musée et créera un complexe culturel Baroque entièrement ouvert à sa communauté. 